# 카제미루
카를루스 엔히키 조제 프란시스쿠 베난시우 카지미루(포르투갈어: Carlos Henrique Casimiro, 1992년 2월 23일, ~ )는 카제미루(포르투갈어: Casemiro)라는 이름으로 알려져 있는 브라질의 프로 축구 선수로, 잉글랜드의 맨체스터 유나이티드와 브라질 국가대표팀에서 수비형 미드필더로 활동 중이다.
상파울루 유소년팀 출신으로, 그는 112번의 공식 경기에 출전해 11골을 득점했고, 2013년에 레알 마드리드로 이적했다가 한 시즌을 포르투에서 보내기도 했다.
2011년을 기점으로 성인 국가대표로 출전한 카제미루는 2015년 코파 아메리카, 코파 아메리카 센테나리오, 2018년 FIFA 월드컵에서 브라질 대표로 출전했다.

## 클럽 경력

### 상파울루
상파울루주 상조제두스캄푸스 출신으로, 카제미루는 상파울루 유소년팀 출신이다. 그는 11세때부터 자기 연령대의 주장을 맡았었다. 그는 큰 카를 (Carlão) 이라고도 불렸는데, 자신의 이름에 포르투갈어 확대 점미사가 붙은 것이었다. 그는 이후 2009년 FIFA U-17 월드컵에 차출되었다.
2010년 7월 25일, 그는 산투스와의 원정 경기에서 캄페오나투 브라질레이루 세리이 A 데뷔전을 치렀지만 패했다. 그는 8월 15일 크루제이루전에서 첫 프로무대 골을 넣어 2-2 무승부를 도왔다.
2012년 4월 7일, 카제미루는 2-0으로 이긴 아레나 바루에리에서의 모지 미링과의 그 해 캄페오나투 파울리스타 경기에 부상당한 파브리시우와 교체로 들어가 득점을 기록했지만, 나중에 퇴장을 당했다. 상파울루는 그해 코파 수다메리카나 우승도 거두었는데, 카제미루는 11월 7일, 우니베르시다드 데 칠레와의 8강 2차전 홈경기에 교체로 출전해 5-0 완승을 도왔다.

### 레알 마드리드
2013년 1월 말, 카제미루는 스페인의 레알 마드리드로 임대되어 세군다 디비시온에 속한 B팀의 일원이 되었다. 그는 2월 16일, 1-3으로 패한 사바델과의 경기에서 첫 공식전에 나갔다.
2013년 4월 20일, 카제미루는 3-1로 이긴 레알 베티스와의 홈 경기를 90분 소화하며 라 리가 데뷔전을 치렀다. 6월 2일, 그는 유럽 무대에서 첫 골을 넣었는데, 알프레도 디 스테파노 경기장에서 열린 알코르콘과의 경기에서 선제골을 넣어 4-0 승리에 일조했다. 8일 후, 그는 마드리드로 둥지를 완전히 옮겼는데, 그는 18.738M BRL에 4년 계약을 체결했다.

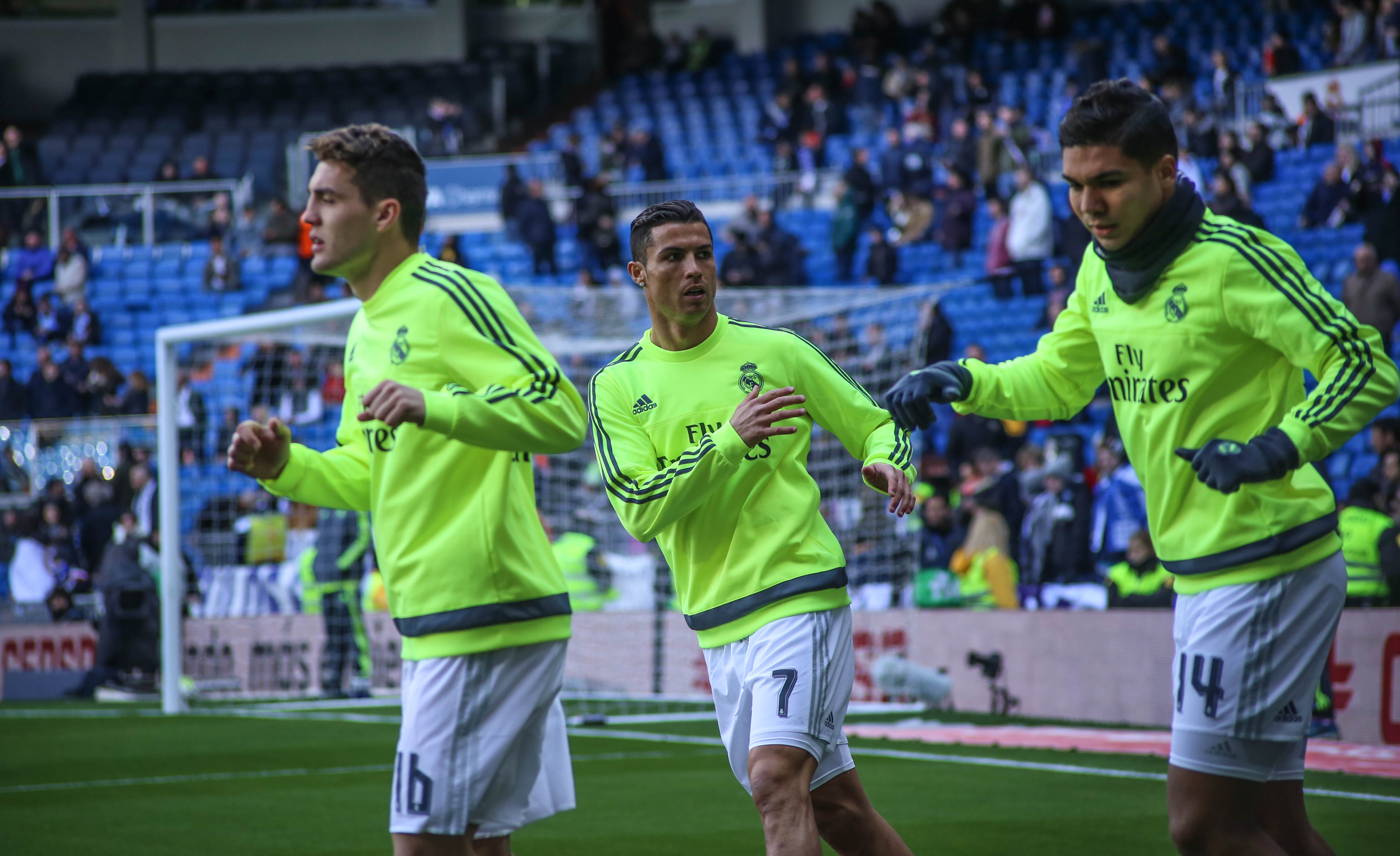
2015-16 시즌, 마테오 코바치치와 크리스티아누 호날두와 몸을 푸는 레알 마드리드의 카제미루 (오른쪽)

2014년 7월 19일, 카제미루는 한 시즌 동안 포르투로 임대되었다. 그는 포르투갈 무대에서 총 40경기에 나서 4번 골문을 흔들었는데, 한 번은 4-0으로 (합계 5-1로) 이긴 바젤과의 UEFA 챔피언스리그 16강전 홈경기에서 프리킥으로 골을 넣었다.

#### 2015-16 시즌
2015년 6월 5일, 카제미루는 인수 조항을 통해 레알 마드리드에 복귀하였고, 두 달 후에는 계약 기간을 2021년까지 늘렸다. 이듬해 3월 13일, 그는 2-1로 이긴 라스 팔마스와의 경기에서 헤세의 코너킥을 이용해 머랭 (Merengues) 소속으로서의 공식 경기 첫 골을 넣었다.
라파엘 베니테스 감독 체제에 주로 후보였던 카제미루는 지네딘 지단 신임 감독의 지도 하에 주전으로 도약했고, 11번의 그 시즌 UEFA 챔피언스리그 경기에 출전해 대회를 우승으로 마무리했다. 그는 밀라노에서 벌어진 아틀레티코 마드리드와의 결승전에 120분간 출전했고, 소속 구단은 연장전 끝에 1-1로 비긴 후, 승부차기에서 이겼다.
라파 베니테스 밑에서 중용되지 못하다가 지네딘 지단의 부임 이후로 주전 선수로 낙점되어 수비력이 부족한 레알 마드리드의 중원진을 견고하게 만들며 결국 운데시마를 달성하는 데 크게 공헌했다.

#### 2016-17 시즌
시즌 초, 리그 4R 경기에서 입은 부상으로 한동안 나오지 못한다. 레알 마드리드가 11월 경기 일정상 아틀레티코 마드리드, FC 바르셀로나 등 강팀과의 경기들을 앞두고 있는 만큼, 카제미루와 루카 모드리치의 복귀를 염원하고 있다. 특히나 카제미루의 경우, 지네딘 지단의 전술에서 핵심적인 역할을 맡아줘야 하기 때문에 더욱 그렇다. 카제미루가 없는 동안 레알 마드리드의 경기 실점률이 매우 높고, 토니 크로스가 1차 저지선 역할, 패스 활로 개척, 볼 전개까지 너무 많은 역할을 홀로 맡는 동시에 매 경기 풀타임을 소화하고 있는데, 카제미루가 복귀한다면 지금 이러한 문제 대부분이 해결될 뿐 아니라 수비 안정 측면에서 강팀과의 경기에 매우 유리한 카드로 작용할 수 있을 것이라는 예측이다.
그렇게 엘클라시코를 앞두고 코파 델 레이 경기에서 복귀전을 가졌고, 엘클라시코에서는 후반전에 교체 출전하여 경기 종료 직전에 엄청난 수비로 볼을 걷어내 팀의 패배를 막았다. 하지만 부상 복귀 후의 폼은 그다지 좋지 못하다. 데포르티보 전에서는 실점의 빌미를 제공했으며, FIFA 클럽 월드컵에서도 부진을 면치 못했다. 1월 들어서도 코파 델 레이에서 부진한 경기력을 보여주었다. 그렇게 두 달 가까이 아쉬운 모습을 보였다.
그런데 2월 중순 SSC 나폴리와의 UEFA 챔피언스 리그 16강 1차전 경기에서 2-1로 리드하던 상황에서 환상적인 하프 발리슛으로 득점을 기록하면서 3-1 승리에 기여했다. 이 경기를 기점으로 카제미루의 경기력이 올라오게 된다. 28R 아틀레틱 빌바오 전에서는 카림 벤제마의 선제골의 기점이 되었고, 이후 결승골을 기록하며 2-1 승리의 주역이 되었다. 이어서 챔피언스 리그 8강 2차전 FC 바이에른 뮌헨 전에서는 도움을 한 차례 기록하는 등 준수한 활약을 펼쳤으며, 33R 엘클라시코에서는 팀이 2-3으로 졌지만 선제골을 넣기도 했다.
34R 데포르티보 원정에서는 다시 한 번 강력한 중거리 슈팅으로 득점을 기록하면서 5-2 승리에 기여했으며, 챔피언스리그 4강 1차전 아틀레티코 마드리드 전에서는 크리스티아누 호날두의 선제골을 어시스트하며 3-0 승리에 보탬이 되었다. 그렇게 팀은 챔피언스리그 결승전 진출에 성공했고, 라리가에서는 11-12 시즌 이후 첫 우승을 차지했다. 카제미루는 커리어 첫 라리가 우승이다. 그리고 시즌 마지막 경기였던 챔피언스리그 결승 유벤투스 FC 전에서도 선발출전하여 1-1 동점 상황에서 중거리 슈팅으로 결승골을 터뜨리며 4-1 승리와 우승을 이끌었다. 그렇게 2시즌 연속 챔피언스리그 우승 및 시즌 더블을 달성했다.

#### 맨체스터 유나이티드
2022-23 시즌을 앞두고 9년 간 몸 담은 레알 마드리드를 떠나 맨유로 이적하였고, 등번호 18번을 받았다. 그 후, 크리스티안 에릭센과 같이 맨유의 중원을 담당하여 카세미루가 출전한 10경기에서 성적은 6승 3무 1패를 기록, 승률이 60%에 달하였다.

## 국가대표팀 경력
2011년 CONMEBOL U-20 축구 선수권 대회에서 U-20 국가대표팀 경기에 출전한 후, 카제미루는 2011년 9월 14일, 0-0으로 비긴 아르헨티나전에서 불과 19세의 나이에 브라질 성인 국가대표팀 데뷔전을 치렀다. 그는 2015년 코파 아메리카 최종 명단에 이름을 올렸지만, 칠레에서 열린 이 대회에서 8강에 탈락하기 전까지 단 한 경기도 출전하지 못했다.
2016년 5월 5일, 그는 미국에서 열리는 코파 아메리카 센테나리오 23인 명단에 이름을 올렸다.
2018년 5월, 카제미루는 치치 감독에 의해 러시아의 2018년 FIFA 월드컵에 출전할 선수로 선발되었다. 그는 6월 17일, 1-1로 비긴 스위스와의 조별 리그 경기에서 60분을 소화하며 데뷔 전을 치렀다.
2019년 5월, 그는 브라질의 홈그라운드 2019년 코파 아메리카 23인 명단에 포함되었다. 그는 아레나 코린치앙스에서 열린 페루와의 조별 리그 마지막 경기에서 국가대표팀 첫 골을 넣어 5-0 승리를 이끌었지만, 옐로 카드 두 장으로 퇴장당해 다음 경기에서 출전 정지를 당했다. 그는 7월 7일 마라카낭 경기장에서 열린 2019년 코파 아메리카 결승전에서 브라질의 3-1 승리에 선발 출전했다.
그는 2021년 6월 9일 2021년 코파 아메리카 대표팀에 이름을 올렸다. 6월 23일 브라질의 조별 리그 3차전에서, 그는 네이마르의 코너킥에 이어 결승골을 넣어 팀이 콜롬비아를 2-1로 물리치도록 도왔다. 7월 10일, 그는 라이벌 아르헨티나와의 결승전에서 1-0으로 패한 경기에서 선발로 출전했다.

## 클럽 통계
2024년 12월 30일 기준
| 클럽                | 시즌      | 출장 | 득점 | 도움 |
| ------------------- | --------- | ---- | ---- | ---- |
| 상파울루            | 2010      | 18   | 2    | 1    |
| 상파울루            | 2011      | 40   | 6    | 4    |
| 상파울루            | 2012      | 50   | 3    | 6    |
| 상파울루            | 2013      | 4    | 0    | 0    |
| 상파울루            | 소계      | 112  | 11   | 11   |
| 레알 마드리드 B     | 2012–13   | 15   | 1    | 0    |
| 포르투 (임대)       | 2014–15   | 40   | 4    | 2    |
| 레알 마드리드       | 2012–13   | 2    | 0    | 0    |
| 레알 마드리드       | 2013–14   | 25   | 0    | 1    |
| 레알 마드리드       | 2015–16   | 34   | 1    | 3    |
| 레알 마드리드       | 2016–17   | 42   | 6    | 3    |
| 레알 마드리드       | 2017-18   | 48   | 7    | 3    |
| 레알 마드리드       | 2018-19   | 43   | 4    | 0    |
| 레알 마드리드       | 2019-20   | 46   | 5    | 5    |
| 레알 마드리드       | 2020-21   | 46   | 7    | 5    |
| 레알 마드리드       | 2021-22   | 48   | 1    | 3    |
| 레알 마드리드       | 2022-23   | 2    | 0    | 1    |
| 레알 마드리드       | 소계      | 336  | 31   | 24   |
| 맨체스터 유나이티드 | 2022-23   | 51   | 7    | 6    |
| 맨체스터 유나이티드 | 2023-24   | 32   | 5    | 3    |
| 맨체스터 유나이티드 | 2024-25   | 22   | 3    | 0    |
| 맨체스터 유나이티드 | 소계      | 105  | 15   | 9    |
| 경력 합계           | 경력 합계 | 608  | 62   | 46   |

1 캄페오나투 파울리스타, UEFA 슈퍼컵, 그리고 FIFA 클럽 월드컵 경기 포함

## 수상

#### 상 파울루
- 코파 수다메리카나: 2012
- 코파 상파울루 주니오르 : 2010

#### 레알 마드리드
- 라리가 : 2016–17, 2019–20, 2021–22
- 국왕컵 : 2013–14
- 수페르코파 데 에스파냐 : 2017, 2019–20, 2021–22
- UEFA 챔피언스리그: 2013–14, 2015–16, 2016–17, 2017–18, 2021–22
- UEFA 슈퍼컵: 2016, 2017, 2022
- FIFA 클럽 월드컵 : 2016, 2017, 2018

#### 맨체스터 유나이티드
- EFL컵 : 2022-23
- FA컵 : 2023-24

#### 브라질
- 코파 아메리카 : 2019
- FIFA U-20 월드컵: 2011
- 남미 U-17 선수권 대회: 2009
- 남미 U-20 선수권 대회: 2011

### 개인
- UEFA 챔피언스리그 시즌의 스쿼드 : 2016–17, 2017–18
- 트로페오 EFE : 2019-20
- 코파 아메리카 대회 베스트 : 2021
- FIFPRO 월드 11 : 2022
- EFL컵 결승 MoM : 2023